# Leptocometes umbrosus
Leptocometes umbrosus là một loài bọ cánh cứng trong họ Cerambycidae.